# Bureba

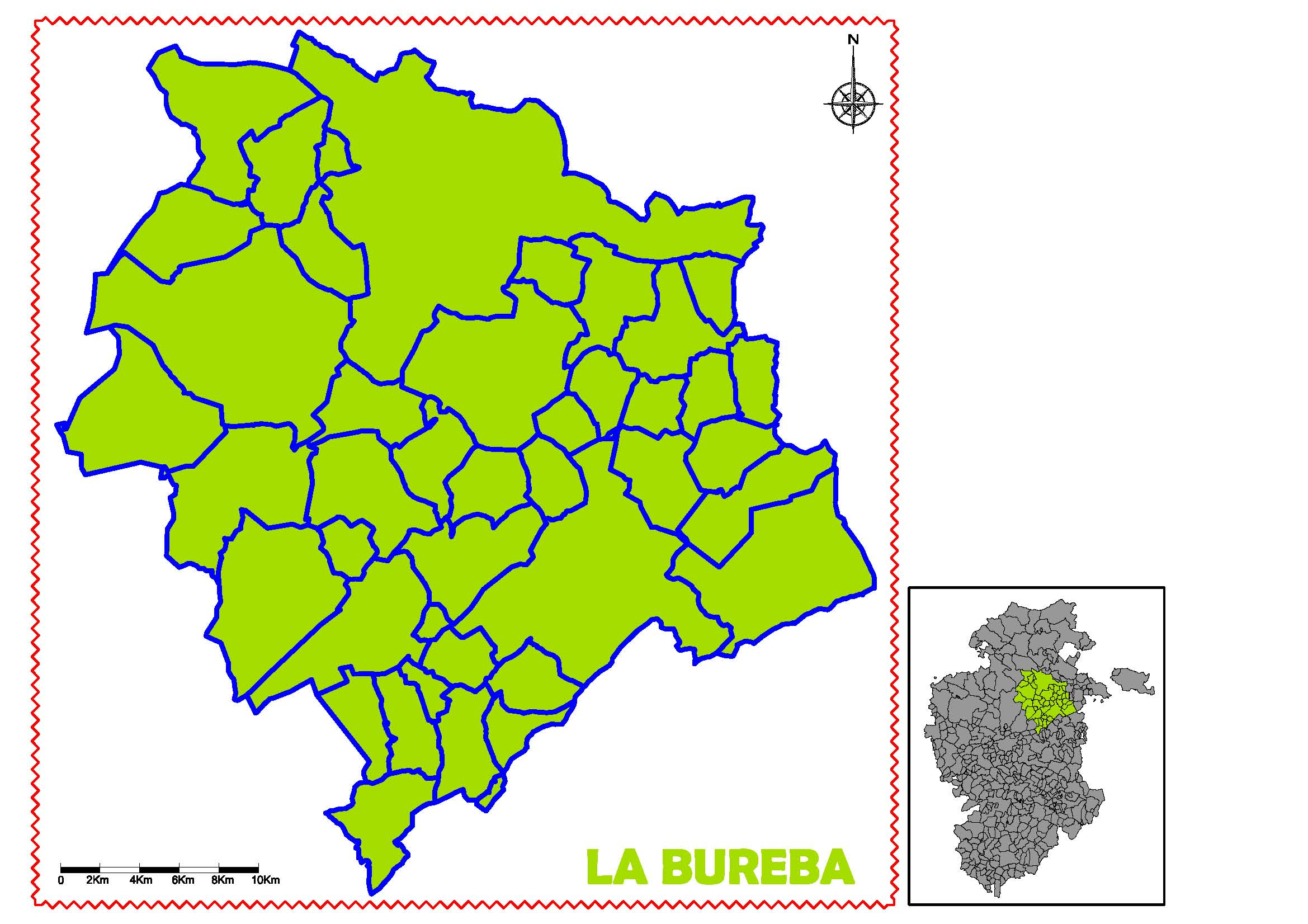

La Bureba is een comarca in het noordoosten van de provincie Burgos in de autonome gemeenschap Castilië en León, Spanje.

## Geschiedenis
In deze regio bevindt zich de Sierra de Atapuerca, de plaats waar fossielen en stenen gereedschap werden gevonden van de oudste Hominiden in West-Europa, de  Homo antecessor.
Briviesca was de hoofdstad van Keltische stam, de Autrigones.
De streek was lange tijd een twistgebied tussen het Koninkrijk Navarra en het Koninkrijk Castilië. Vanaf 1177 behoort het tot de regio Castilië.